# 不動堂遺跡
不動堂遺跡（ふどうどういせき）は、富山県下新川郡朝日町にある縄文時代の遺跡。1974年（昭和49年）12月23日に国の史跡に指定された。

## 概要
黒部川扇状地に位置する縄文時代中期の集落遺跡である。1973年の発掘調査により、竪穴建物21棟、土壙9基が検出されている。
なかでも注目されるのが、超大型の竪穴建物である第2号建物跡（縄文時代中期前葉）の存在である。この建物は長径17メートル、短径8メートルの楕円形平面をなし、柱径30センチに及ぶ16本の柱が立てられていた。面積は120平方メートルで、畳70枚が敷ける広さである。この種の超大型建物は東北から北陸にかけての豪雪地帯の縄文時代遺跡にいくつか類例がみられ、冬場の共同作業所として用いられたものと推測されている。
この建物の内部には、長径方向に4基の石組炉が間隔を空けて一直線に並んでいた。4基のうち東側の2基は長方形炉、西側の2基は円形炉である。また、中央寄りの2基の炉の近くには埋甕があった。埋甕は住居の出入口や炉の近くに胎盤を埋め、これを人がまたぐことによって赤子の健全な成長を願う習俗に関連するものである。
1982年4月22日、竪穴建物などの復元が完成した。